# علیرضا نابدل
علیرضا نابدل (ناب دِل) متخلص به اوختای (۱۳۲۳، تبریز – ۱۳۵۰، تهران) شاعر معاصر ترک‌زبان ایرانی، فعال فرهنگی و از اعضای هسته اولیه سازمان چریک‌های فدایی خلق ایران بود.
علیرضا نابدل در سال ۱۳۲۳ در خانواده‌ای فرهیخته در تبریز متولد شد. پدرش رئیس اداره ثبت و مادرش آشنا به زبان و ادبیات فرانسه بود. او بعد از اتمام دوران تحصیلات ابتدایی و متوسطه، برای ادامه تحصیل در رشته قضایی به دانشکده حقوق و علوم سیاسی دانشگاه تهران وارد شد. قبل از آنکه تحصیلاتش را به پایان برساند، دانشگاه را ترک کرد و با محمل معلمی برای رفتن به میان توده‌ها راهی «خوی» شد. از اواخر سال ۱۳۴۴ با صمد بهرنگی، بهروز دهقانی، کاظم سعادتی و عبدالمناف فلکی تبریزی، در ارتباط نزدیک قرار گرفت و با اینان در تهیه ضمیمه آدینه روزنامه مهد آزادی تبریز همکاری می‌کرد. در سال‌های ۴۷ – ۴۶ ضرورت مبارزه مسلحانه مورد توجه نابدل و رفقای نزدیکش قرار گرفت. در این دوره او و رفقای دیگرش گروهی را که بعداً به «شاخه تبریز» سازمان چریک‌های فدایی خلق ایران معروف شد، تشکیل دادند. او در تنظیم و پخش اولین اعلامیه‌های سازمان (۱۴ اعلامیه‌ای که در رابطه با آغاز جنبش مسلحانه، واقعه سیاهکل و اولین عملیات چریکی در شهر منتشر شد) شرکت داشت. هنگامی که نابدل و جواد سلاحی برای نصب اعلامیه رفته بودند، مأموران کلانتری متوجه ماجرا می‌شوند و در درگیری مسلحانه، جواد آخرین تیر را به خودش می‌زند و کشته می‌شود. علیرضا نابدل که با موتور می‌خواهد فرار کند، در گودالی می‌افتد و درحالی که تیر خورده بود، دستگیر می‌شود. امید ایران‌مهر در سایت «تاریخ ایرانی» این بازداشت را آغاز یک پایان نامیده است. بعد از انتقال به بیمارستان شهربانی او را به زیر شکنجه کشیدند. در مدت بازجویی‌ها همواره از هر فرصتی برای خودکشی استفاده می‌کرد. یک بار زمانی که تازه زخم‌هایش را بخیه زده بودند، به محض اینکه به هوش آمد، با چنگ بخیه‌ها را شکافت؛ و بار دیگر هنگامی که در طبقه سوم بیمارستان شهربانی بستری بود، با استفاده از یک فرصت کوتاه خود را با سر از پنجره اتاق به بیرون پرتاب کرد. نگهبان که سراسیمه خود را به او رسانده بود، تنها توانست گوشه لباسش را بگیرد، ولی نتوانست مانع سقوط او شود. نابدل سقوط کرد، شکمش شکافته شد و دست راستش شکست، اما هنوز زنده بود. در چنین حالتی، دست برد و روده‌هایش را از شکاف شکمش بیرون کشید تا پاره کند و به حیات خویش خاتمه دهد. اما فرصت این کار دست نداد، چه مأموران رسیدند و مانع این کار شدند. نابدل همراه با هشت تن دیگر از همرزمان خویش در ۲۲ اسفند ماه ۱۳۵۰ اعدام شد.

## آثار علیرضا نابدل
- آذربایجان و مسئله ملی[۱۴] مشهورترین اثر نابدل می‌باشد. این کتاب کوتاه (حدود هشتاد صفحه) از مراجع استاندارد محافل آکادمیک در رابطه با مسائل قومی ایران است.[۱۵][۱۶][۱۷]
- آقای پان و احوالاتش، در نقد قوم گرایی، از مقالات معروف علیرضا نابدل است. روزنامه شهروند آن را تجدید چاپ کرده است.[۱۸]
- علیرضا ذی‌حق از کارهای نابدل در زمینه جمع‌آوری آثار فولکلور آذربایجان یاد کرده است.[۱۹]
- جنبش رازلیق[۲۰] توسط علیرضا نابدل نوشته شده است. رازلیق نام روستائی بود که در آن جا بین دهقانان و مأموران دولتی درگیری به وجود آمد و نابدل که از نزدیک در جریان این درگیری قرار گرفته بود با بررسی شرایط و عوامل مؤثر در ایجاد آن، جنبش دهقانان این روستا را مورد تجزیه و تحلیل قرار داده است.
- مجموعه اشعار نابدل، تحت عنوان ایشیق شعر توپلوسو،[۲۱] در سال ۱۳۸۹ منتشر شده است.

## نمونه شعر
شعر نابدل در مورد موسیقی عاشیقی و رسالت توده‌ای عاشیقی‌ها یکی از معروفترین کارهای اوست. معروفیت این سروده تا حدی است که رادیو تلویزیون دولتی ایران نیز روی آن آهنگ ساخته است. چند بیت از آن را می‌آوریم.
| چال عاشیق سازینی، اوره گیم دولوب |  | عاشیق سازت را بزن قلبم پر شده است       |
| بعضاً اینسان ایچون درمان بو اولور |  | گاهی این درمانی برای دردهای انسانست،    |
| سازین نغمه لری آخسین کونلومه     |  | بگذار نغمه‌های سازت در روحم جاری شود     |
| یوخسا چیچکلریم عطش دن سولور      |  | و گرنه شکوفه‌هایم از غم پلاسیده خواهد شد |
| چال عاشیق سازینی، بلکه سازیندا   |  | عاشیق سازت را بزن شاید در نغمه هایت     |
| اومودسوز حیاتا بیر اومید تاپیم   |  | برای ناامیدیهای زندگی امیدی بیابم       |
| گل عاشیق سازیندا صبردن دانیش     |  | عاشیق بیا و در سازت از صبر بگو          |
| بلکه دؤزمک درسین آغزیندان قاپیم… |  | بلکه درس صبوری را از دهانت بقاپم … .    |
| اینسان دردلرینی گل سازیندا چال   |  | دردهای انسان را در سازت بنواز           |
| دوزوملی عاشیق لاردان حکایت ائت   |  | از عاشیق‌های خوب حکایت کن                |
| گل، بیزه آی عاشیق عشق درسی وئر   |  | بیا ای عاشیق بما درس عشق بده            |
| اومیدسیز ساعاتدا دردیمیزه یئت    |  | در ساعات ناامیدی به دردمان برس.         |